# Вудсія бура
Вудсія бура, вудсія ельбська (Woodsia ilvensis (L.) R.Br.) — багаторічна трав'яниста рослина родини вудсієві (Woodsiaceae). Видова назва взята з латинської назви острова Ельба.

## Опис
Формує розетку вай, що відходять від короткого кореневища. Листки до 20 см завдовжки і шириною 4 см, від ланцетної до довгасто-овальної форми. Ніжка листка зазвичай коричнева або темно-фіолетова, вдвічі коротша від пластини. Ніжка і пластинка густо запушені бурими лусочками та членистими волосками. Спори маленькі й круглі, 42–50 мікрон. Хромосом: 2n = 82–84.

## Поширення
Зустрічається в усьому світі в холодних і помірних областях Північної півкулі, переважно в гірських районах. Вид поширений у країнах центральної й північної Європи (у тому числі в Україні), Кавказу, Азії та Північної Америки. Населяє ущелини в основному на нейтральних породах.

## Вид в Україні
В Україні — поодинокі місця зростання в Карпатах та Центральному Поліссі. Адм. регіони: Жт, Зк. Охороняють в пам'ятці природи «Скеля Крашевського» біля м. Житомира. Природоохоронний статус виду: Зникаючий. Заборонено несанкціоноване збирання рослин (у тому числі гербаризацію), порушення умов місць зростання (у тому числі видобуток каміння).

## Галерея

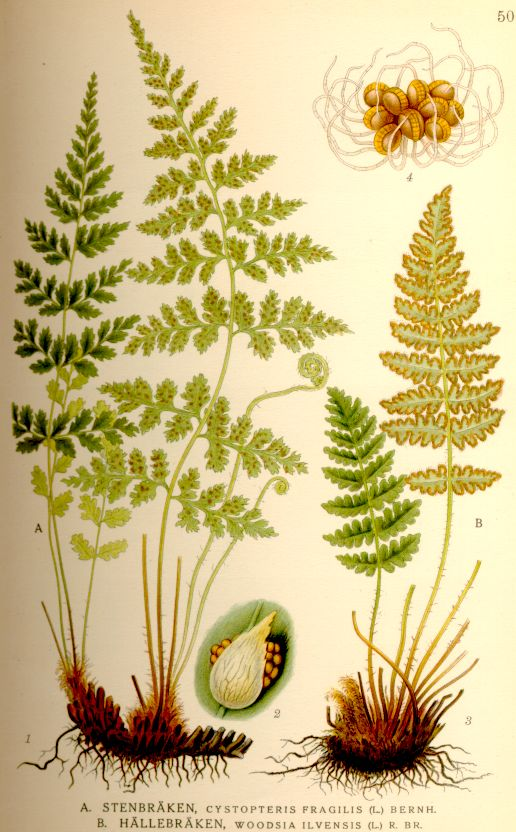